# Ariel (personaj Disney)
 Ariel este un personaj ficțional și protagonista celui de-al 28-lea film animat realizat de Walt Disney Pictures, Mica sirenă. A mai apărut în seria prequel ce a fost televizată, în continuarea direct-pe-DVD The Little Mermaid II: Return to the Sea, unde fiica ei devine personaj principal, iar Ariel secundar și în filmul prequel direct-pe-DVD, The Little Mermaid: Ariel's Beginning. Vocea lui Ariel este cea a lui Jodi Benson în toate aparițiile personajului. Este a patra prințesă Disney și singura care a devenit mamă.
Ariel este recognoscibilă datorită părului ei lung, roșcat, ochi albaștri, coadă verde și sutienului realizat din scoici mov. Aceasta este cea mai mică fiică a regelui Triton și a reginei Athena, stăpânii regatului oceanic Atlantica. Este caracterizată printr-o fire rebelă, iar în primul film dorește să facă parte din lumea oamenilor. Se căsătorește cu Prințul Eric, pe care-l salvase dintr-un naufragiu, mai târziu având o fiică împreună, Prințesa Melody.
Personajul este bazat pe protagonista poveștii lui Hans Christian Andersen, "Mica sirenă", suferind câteva schimbări pentru varianta cinematografică. Ariel a fost primită de majoritatea criticilor cu recenzii pozitive, Empire apreciindu-i personalitatea rebelă, depărtându-se de prințesele Disney anterioare, deși revista Time a criticat-o ca fiindu-i prea devotată unui bărbat pe care nu-l cunoaște.

## Crearea
Ariel a fost bazată pe personajul principal al poveștii "Mica sirenă" de Hans Christian Andersen, dar regizorul și scenaristul Ron Clements a crezut că povestea originală, în care sirena se transformă în spumă de mare, este prea tragică, astfel apărând Ariel.
Jodi Benson, o actriță de teatru, a fost aleasă ca voce, regizorii considerând că e foarte important să fie aceeași persoană care cântă și vorbește. Clements a declarat că Benson stated that Benson's voice had a unique "sweetness" and "youthfulness". Când a înregistrat partea vocală pentru "Part of Your World", Benson a rugat ca luminile din studio să fie scăzute, pentru a crea sentimentul că se află în adâncimea mării. "Part of Your World", inițial numit de compozitorul Howard Ashman "I Want", era să fie tăiat din varianta finală a filmului, după ce Jeffrey Katzenberg s-a gândit că încetinea povestea, dar Ashman și Keane au insistat să-l păstreze.
Design-ul original pentru Arial a fost dezvolat de specialistul în animație, Glen Keane, care a declarat că a fost inspirat de înfățișarea soției lui. O altă sursă de inspirație a fost actrița Alyssa Milano, în vârstă de 16 ani atunci, și modelul Sherri Stoner, care a fost actriță-model pentru crearea personajului. Mișcarea părului sub apă a fost bazată pe mișcările femeii astronaut Sally Ride cât se afla în spațiul cosmic.
O provocare în crearea lui Ariel pentru filmul din 1989 a reprezentat-o alegerea culorilor în cele două medii de viață în care apărea, sub apă și pe uscat, pentru care s-au folosit 32 modele de culori. Culoarea albastră-verzuie a aripioarei lui Ariel este o nuanță realizată special în laboratoarele Disney; culoarea a fost numită "Ariel", după personaj. Alegerea culorii părului a fost subiect de dispută între realizatorii filmului și executivii studioului, care doreau să aibă păr blond. Aceștia au fost convinși când li s-a explicat că părul roșcat realizează un contrast mai bun cu coada verde a lui Ariel și că această nuanță este mai ușor de întunecat, pentru scenele de sub apă sau de noapte.
Într-un interviu, Jodi Benson a declarat că pentru Ariel's Beginning, scenariștii au modificat scenariul de mai multe ori pentru a se asigura că Ariel își menține relevanța într-un context modern. Benson li s-a plâns că au modificat-o prea mult și le-a sugerat s-o refacă, ca în original.

## Caracteristici
Ariel este fiica cea mai mică a regelui Triton și a reginei Athena, conducătorii Atlanticii, și are șase surori mai mari. Este adesea văzută în compania lui Flounder (Fabius în unele produse Disney disponibile în România, precum cărțile editurii Egmont), un pește, cel mai bun prieten al ei și Sebastian, un rac, sfetnicul tatălui ei, care primește adeseori comanda s-o supravegheze. În seria televizată și primul film, Ariel este fascinată de lumea umană și adesea pleacă în căutarea artefactelor omenești de pe fundul mării, pe care le adună într-o peșteră secretă. Ariel are un comportament rebel, plecând pe cont propriu pentru a explora împrejurimile, adesea nesupunându-se ordinelor tatălui ei sau ale lui Sebastian, provocând conflicte între personaje. În Mica sirenă este prezentată ca fiind dispusă să facă orice pentru a i se alătura prințului Eric, oferindu-și chiar și vocea pentru a deveni om. Clements a descris-o ca fiind o adolescentă tipică, înclinată spre a avea erori în judecată
Ariel este bună cu ceilalți indiferent de circumstanțe, după cum se observă în seria televizată. Într-un epidos de la începutul seriei, Ariel ajută un siren orfan, care se împrietenise cu un grup rău famat. Într-un alt episod, Ariel se împrietenește cu o ființă despre care se spunea că aduce ghinion, și o protejează de Ursula. Ariel apare ca adult în Return to the Sea, dând naștere unei fetițe, numite Melody. Ariel este protectoare cu fiica ei, precum era Triton cu Ariel în primul film. După ce Morgana o amenință, Ariel refuză s-o lase pe Melody în ocean. În Ariel's Beginning, personalitatea ei este prezentată ca fiind similară cu cea din filmul original, după sugestia lui Jodi Benson. Ariel își recăștigă personalitatea rebelă și, după ce tatăl ei hotărăște să interzică muzică în Atlantica, fuge cu Sebastian și formația lui.

## Apariții

### Mica sirenă
Prima apariție a lui Ariel a fost în Mica sirenă (1989), prezentată ca o fire aventuroasă și curioasă față de lumea oamenilor, o fascinație ce îl mânie pe tatăl ei, căci contactul dintre cele două lumi este interzisă. Ea și Flounder pleacă în căutarea artefactelor omenești pe care le duc unui pescăruș, Scuttle, pentru explicații. Ariel se îndrăgostește de un prinț om, prințul Eric, după ce-l salvează în urma unui naufragiu, și se duce la vrăjitoarea mării, Ursula, care e de acord să o transforme într-un om în schimbul vocii. Sirena trebuie să-l facă pe prinț să se îndrăgostească de ea și să-i ofere "sărutul dragostei adevărate" în trei zile, altfel va aparține Ursulei pentru totdeauna.
Înțelegerea face parte dintr-un plan măreț de-al Ursulei de a-l prinde pe regele Triton și să-i fure tridentul magic, lucru de care Ariel nu este conștientă. După transformare, este găsită de Eric și dusă la castel. Ariel aproape reușește să obțină "sărutul dragostei adevărate", dar este oprită de trucurile șirete ale Ursulei. În a treia zi, Ursula se transformă într-o femeie numită "Vanessa" și folosind vocea lui Ariel, îl farmecă pe Eric, care o cere de nevastă. După ce află de la Scuttle că femeia este de fapt Ursulă deghizată, Ariel întrerupe nunta și își recapătă vocea, dar soarele apune înainte ca Ariel și Eric să se sărute, astfel că aceasta se transformă înapoi în sirenă. Ursula o duce pe Ariel înapoi în ocean, unde îi întâlnește pe regele Triton și Sebastian.
Triton se învoiește să facă schimb cu Ariel, astfel că Ursula îi ia tridentul. În lupta ce urmează, Ariel este prinsă într-o volbură. Înainte ca Ursula s-o ucidă, Eric o omoară pe Ursula. La sfâșitul filmului, Ariel este transformată în om de tridentul magic al regelui Triton și se căsătorește cu Eric.

### Seria televizată
Serialul este un prequel, acțiunea având loc înaintea filmului, prezentând aventurile lui Ariel ca sirenă, trăind alături de tatăl ei, Sebastian și Flounder. Mama ei nu apare, murind înaintea evenimentelor ce apar în serial. Unele episoade prezintă relația ei cu familia și prietenii ei, dezvoltându-și rolurile avute în film. Majoritatea o prezintă pe Ariel dejucând încercările inamicilor de a-i ataca regatul. Într-un episod, Ariel îl întâlnește pe Hans Christian Andersen, autorul poveștii "Mica sirenă", căruia îi salvează viața, inspirându-l să scrie povestea.

### The Little Mermaid II: Return to the Sea
În The Little Mermaid II: Return to the Sea (2000), Ariel, acum noua regină a regatului prințului Eric, a dat naștere unei fetițe, numite Melody. Când siguranța lui Melody este amenințată de sora Ursulei, Morgana, cuplul decide s-o țină pe aceasta departe de mare, construind un zid mare pentru a o separa de castel.
Totuși, iubirea lui Melody față de mare este prea puternică și o vizitează pe Morgana, care o transformă temporar într-o sirenă. Regele Triton își folosește tridentul pentru a o transforma pe Ariel înapoi în sirenă pentru a o găsi pe Melody. Morgana o păcălește pe Melody să fure tridentul. Ariel sosește în clipa în care aceasta i-l oferă Morganei, aceasta folosindu-l pentru a-i face pe toți să i se supună.
Melody reușește să fure tridentul și să i-l înapoieze regelui, care o trimite pe Morgana pe fundul oceanului, înghețată într-un bloc de gheață. Triton le transformă înapoi în oameni, zidul separator fiind distrus, iar contactul dintre sireni și oameni este reluat.

### Mica sirenă: Începuturile lui Ariel
Prologul filmului Mica sirenă: Începuturile lui Ariel (2008) o prezintă pe Ariel la vârsta de cinci ani, trăind fericită cu familia. Într-o zi când aceștia se relaxează într-o lagună, o navă a piraților se apropie și toată lumea fuge, cu excepția Athenei, care se întoarce să recupereze o cutiuță muzicală pe care Triton i-a oferit-o și este ucisă de navă. Triton, devastat, interzice muzica în Atlantica și aruncă cutiuța în ocean. Ariel și surorile cresc, uitând muzica.
Ariel îl întâlnește pe Flounder și-l urmează într-un club secret, unde Sebastian și formația sa cântă. Ariel le prezintă clubul surorilor, dar sunt prinse de guvernanta lor, Marina del Rey. Sebastian ajunge la închisoare și clubul este închis. După o ceartă cu Triton, Ariel eliberează formația și fuge cu ei.
Cu ajutorul lui Sebastian, aceasta găsește cutia muzicală a mamei sale și decide să i-o înapoieze lui Triton. Pe drumul de întoarcere către Atlantica o întâlnesc pe Marina, cu care începe o luptă în care Ariel este rănită. Aceasta își revine mai târziu, iar Triton acceptă muzica în regat.

## Alte apariții

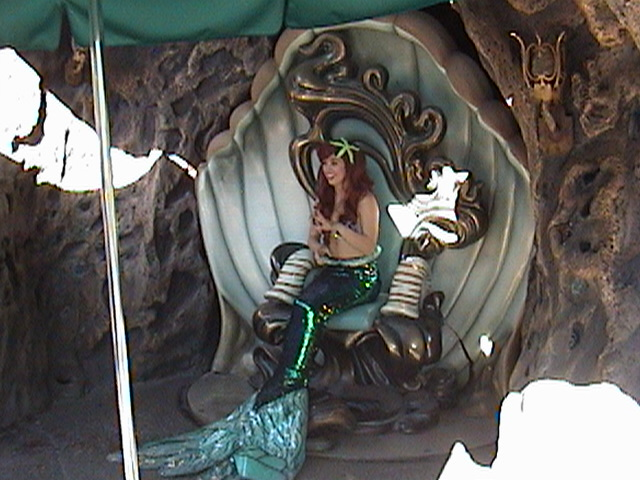
Ariel apare într-o serie de atracții din parcurile Disney.

Ariel este membră oficială a liniei Prințese Disney, o franciză creată pentru fete mici. Franciza acoperă o gamă largă de produse, ca reviste, albume muzicale, jucării, jocuri video, haine, accesorii și papetărie.
Ariel apare în adaptarea filmului din 1989 de pe Broadway. Personajul a fost interpretat de Jodi Benson, Sierra Boggess, Chelsea Morgan Stock, ce o interpretase anterior pe Andrina, una dintre surorile protagonistei și Michelle Lookadoo, care o jucase înainte pe Adella, o altă soră. Jodi Benson, Sierra Boggess vocea originală a sirenei, a participat la deschiderea punerii în scenă din prima noapte. De asemenea, este interpretată de Marietta DePrima într-un spectacol intitulat Little Mermaid's Island, propus de creatorul seriei Muppets, Jim Henson.
Ariel are apariții regulate în cadrul Walt Disney Parks and Resorts, având o locație specială în unele dintre ramurile acestuia, ca Orlando, Florida. Are un rol important în Mickey's PhilharMagic și are propriul spectacol la Disney's Hollywood Studios și Tokyo DisneySea. Un carusel bazat pe film a fost plănuit pentru Disneyland Paris dar nu a mai fost construit. O versiune îmbunătățită a acestuia, numită Ariel's Undersea Adventure, a fost construită în Disney California Adventure Park.
Pe lângă aparițiile din serii televizate ca Disney's House of Mouse, Ariel apare în diferite jocuri video bazate pe filme, inclusiv adaptarea după primul film și populara serie Kingdom Hearts. În primul joc Kingdom Hearts, povestea lui Ariel nu are legătură cu cea din film. Ariel apare și în continuarea jocului, Kingdom Hearts II, povestea de această dată fiind similară cu cea din 1989.
Ariel urmează să apară ca personaj recurent în seria Once Upon a Time.

## Recepția
Ariel a fost primită, în general, cu recenzii pozitive. Roger Ebert a apreciat personajul, declarând că "Ariel este un personaj feminim complet realizat care gândește și se poartă independent, chiar rebel, în loc să stea pasiv, așteptând ca soarta să-i decidă destinul." James Bernardelli de la Reelviews a considerat că Ariel poate fi vazută ca model pentru viitoarele eroine Disney; a apreciat de asemenea interpretarea lui Jodi Benson. Într-un articol pentru Empire, Levi Buchanan a scris că Ariel este "puternică și se bazează pe sine". Janet Maslin de la The New York Times a apreciat personajul, declarând că "adolescenții vor aprecia eroina rebelă a poveștii", apreciindu-i și spiritualitatea. Josh Tyler de la Cinema Blend i-a oferit o recenzie pozitivă, deși a considerat că are o parte erotică: "Partea în care Ursula îi ia vocea și îi oferă o parte foarte dezbrăcată dub talie este aproape excitantă, deși sunt sigur că pentru copii pare complet inocent." John Puccio a fost de acord, considerând că "Ariel este poate cel mai sexy personaj desenat vreodată de Disney". În recenzia pentru Ariel's Beginning, James Plath de la DVD Town a scris, "Pentru fetițe, Ariel este una din cele mai iubite prințese, și deține un loc cald în inimile părinților, asemenea." Rory Aronsky (Film Threat) a apreciat vocea lui Jodi Benson din Ariel's Beginning, scriind că "Benson adaugă atracției adulților față de Ariel, fetelor care abia află despre ea, precum și viitoarelor generații, ce nu s-au născut încă, ce se vor atașa de ea, asigurând continua existență a francizei."
Nell Minow de la Common Sense Media i-a oferit o recenzie mixtă, apreciind faptul că era "dornică de aventuri, rebelă și curajoasă", dar a criticat faptul că "a renunțat la tot - familia, casa, vocea - pentru iubire, chiar dacă încrederea în vrăjitoarea mării pune în pericol pe toți cei pe care-i iubește". În recenzia pentru Mica sirena, jurnaliștii de la TV Guide au considerat că Ariel seamănă cu o "păpușă Barbie cu părul mare, în ciuda taliei subțiri și sutienului de scoici neîndestulător". Tamara Weston de la Time a apreciat că Ariel este mai puțin pasivă și are o voință mai puternică în comparație cu predecesoarele ei, dar că tot "își oferă vocea pentru a fi cu un bărbat", ce vine în salvarea ei la climaxul filmului. Hal Hinson (The Washington Post) a considerat că le va fi greu copiilor să se recunoască în dorința ei pentru altă lume și că "nu are prea multă personalitate". Totuși, acesta a și apărat-o, considerând că a fost "revigorant ... să vezi o protagonistă ce are o idee asupra lucrurilor care le vrea și puterea să le urmeze". Daphne Lee de la The Star a numit-o ca fiind "enervantă", declarând că Ariel "este o fată prostuță care renunță la voce și familie pentru un bărbat despre care nu știe mai nimic."
Ariel rămâne populară în viziunea publicului, fiind considerată unul din cele mai celebre personaje Disney, datorită părului roșu, scoici mov și coadă verde, făcând-o recognoscibilă ușor. Un sondaj realizat pe Internet Movie Database a numit-o pe Ariel al doilea cel mai seducător personaj animat, după Jessica Rabbit.
Ariel este "ambasator" oficial pentru mai multe organizații ce doresc păstrarea curată a oceanelor. "Hipster Ariel" a devenit un meme popular pe internet, utilizându-se o imagine cu Ariel în care i-au fost adăugați ochelari și citate umoristice.